# Åke Stenqvist
Åke Valter Stenqvist (ur. 31 stycznia 1914 w Sztokholmie, zm. 12 sierpnia 2006 tamże) – szwedzki lekkoatleta, skoczek w dal i sprinter, medalista mistrzostw Europy z 1938, olimpijczyk z 1936.
Zajął 10. miejsce w finale skoku w dal podczas igrzysk olimpijskich w 1936 w Berlinie (ex aequo z Ottonem Bergiem), a sztafeta 4 × 100 metrów z jego udziałem odpadła w przedbiegach.
Zdobył srebrny medal w sztafecie 4 × 100 metrów (w składzie: Gösta Klemming, Stenqvist, Lennart Lindgren i Lennart Strandberg) na mistrzostwach Europy w 1938 w Paryżu, a w skoku w dal zajął 11. miejsce. Sztafeta ustanowiła wówczas rekord Szwecji czasem 41,1 s.
Stenqvist był mistrzem Szwecji w skoku w dal w latach 1935-1938 i w pięcioboju w latach 1940-1942.